# حرمانك
حرمانك (بالإنجليزية: Hermanak)‏ هي قرية تقع في قسم تشنارود الجنوبي الريفي (مقاطعة تشادغان) في إيران. يقدر عدد سكانها بـ 110 نسمة بحسب إحصاء 2016.